# Mount Gray, Antarktis
Mount Gray är ett berg i Antarktis. Det ligger i Västantarktis. Inget land gör anspråk på området. Toppen på Mount Gray är 700 meter över havet.
Terrängen runt Mount Gray är lite kuperad. Trakten är obefolkad. Det finns inga samhällen i närheten.